# Третьяковский сельсовет (Гродненская область)
Третьяковский сельсовет (бел. Траццякоўскі сельсавет) — административная единица на территории Лидского района Гродненской области Беларуси. Административный центр — агрогородок Ёдки.

## Административное устройство
Ранее административным центром являлась деревня Третьяковцы.

## История
Образован 12 октября 1940 года в составе Лидского района Барановичской области БССР. Центр — деревня Третьяковцы. С 20 сентября 1944 года в составе Гродненской области. 30 августа 1957 года в состав сельсовета из Гончарского сельсовета переданы деревни Велички, Минойты и Пески, из Докудовского сельсовета — деревни Борки и Скоменный Бор, в состав Дубровенского сельсовета передана деревня Перепечица. Со временем центр сельсовета был перенесён в деревню Ёдки.
18 октября 2013 года в состав сельсовета вошли населённые пункты Анацки, Бискупцы, Бурносы, Гавья-Пески, Докудово 1, Докудово 2, Ельня, Заболотня, Корнилки, Лучки,
Мелегово, Микуличи, Миссури, Петры, Поросли, Филоновцы, Черевки упразднённого Докудовского сельсовета.

## Состав
Третьяковский сельсовет включает 30 населённых пунктов:
- Анацки — деревня.
- Бискупцы — деревня.
- Бурносы — деревня.
- Велички — деревня.
- Винковцы — деревня.
- Гавья-Пески — деревня.
- Горни — деревня.
- Докудово 1 — деревня.
- Докудово 2 — деревня.
- Долина — деревня.
- Ельня — деревня.
- Ёдки — агрогородок.
- Заболотня — деревня.
- Кенти — деревня.
- Колесище — деревня.
- Корнилки — деревня.
- Лучки — деревня.
- Мелёгово — деревня.
- Микуличи — деревня.
- Минойты — деревня.
- Миссури — деревня.
- Новицкие 2 — деревня.
- Островля — деревня.
- Пески — деревня.
- Петры — деревня.
- Петюлевцы — деревня.
- Поддубно — деревня.
- Поросли — деревня.
- Скаменный Бор — деревня.
- Третьяковцы — деревня.
- Филоновцы — деревня.
- Черевки — деревня.
- Шейбаки — деревня.
- Широкое — деревня.